# (33206) 1998 FB60
1998 FB60 (asteroide 33206) é um asteroide da cintura principal. Possui uma excentricidade de 0.15258050 e uma inclinação de 12.51383º.
Este asteroide foi descoberto no dia 20 de março de 1998 por LINEAR em Socorro.